# Niederdresselndorf

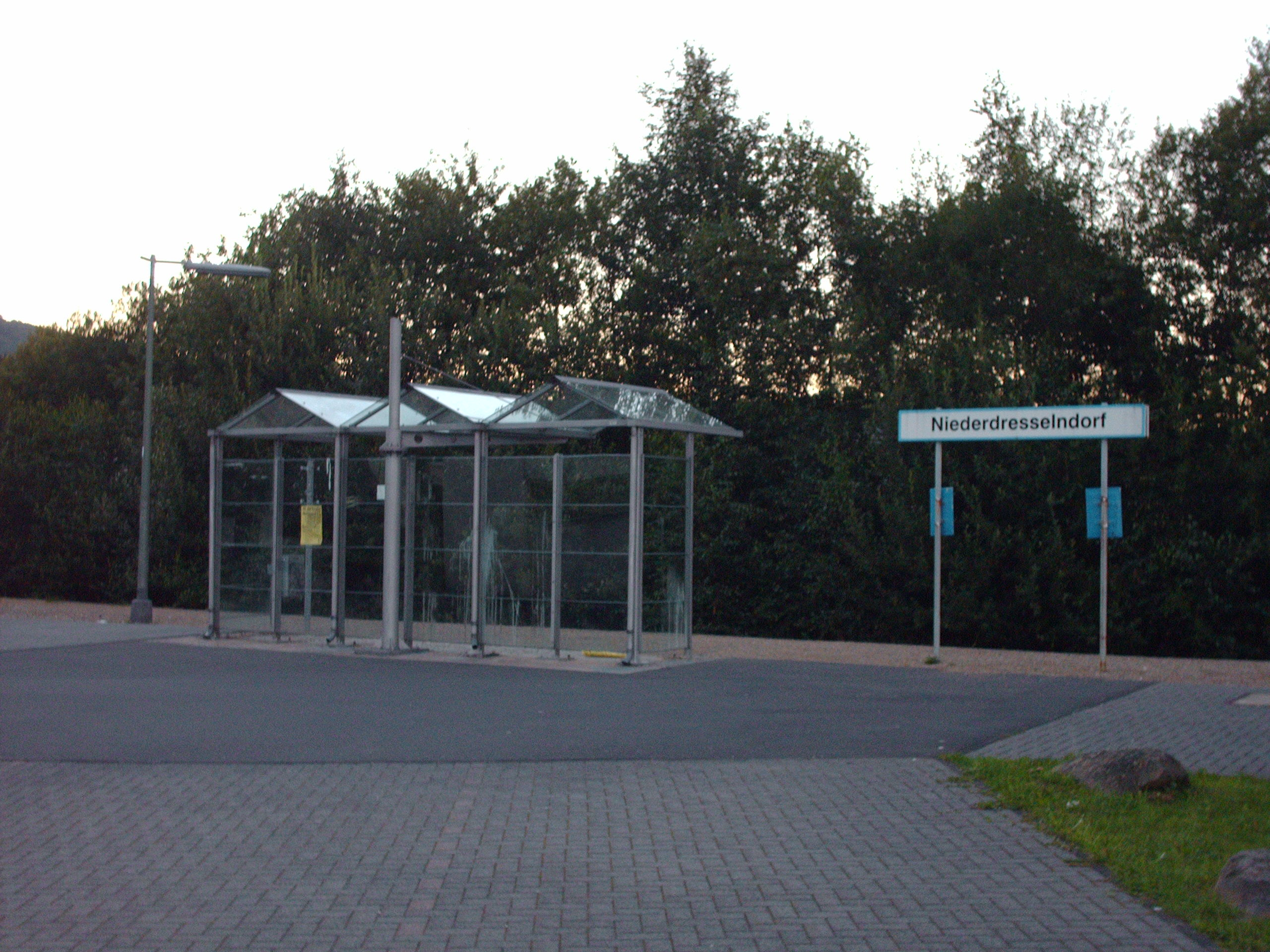
Niederdresselndorfer Bahnhof

Niederdresselndorf ist ein Ortsteil der Gemeinde Burbach im Kreis Siegen-Wittgenstein in Nordrhein-Westfalen. Mit seinen ca. 1650 Einwohnern ist der Ort der fünftgrößte der Gemeinde.

## Geographie
Niederdresselndorf befindet sich zentral im Hickengrund im südlichen Siegerland direkt an der westfälisch-hessischen Landesgrenze. Der Ort ist zentral im Tal zwischen dem Gebirgskamm Die Höh (bis 598 m) im Norden und den Ausläufern des Westerwalds im Süden. Niederdresselndorf liegt etwa 6 km südöstlich von Burbach und 25 km südöstlich von Siegen.

### Nachbarorte
Nachbarorte sind Holzhausen im Norden, Flammersbach und Langenaubach im Osten, Oberdresselndorf im Süden und Lützeln im Westen.

## Geschichte
1150 wurde eine Kapelle durch den Sprengel zu Haiger auf die Gründe der Kolben von Wilnsdorf gebaut. Im Jahr 1357 wurden Dreissildorf und Lützeln verpfändet. 1447 gab es 37 Pferde und 87 Kühe in 35 Haushalten.
1531 wurde die Reformation eingeführt. Ab 1560 gab es eine Lateinschule in Dresselndorf. Zwischen 1587 und 1600 wurde das erste Tauf-, Trau- und Sterberegister eingeführt. 1607 pfarrte Graf Georg von Nassau-Beilstein das Dorf Holzhausen von Haiger nach Niederdresselndorf. 1634 überfielen plündernde Schweden das Dorf. 1740 zerstörte ein Großfeuer 14 Häuser im Ort. Am 14. September 1755 wurde die neuerbaute Kirche in Niederdresselndorf feierlich eingeweiht.
1844 kam die bis dahin selbständige Bürgermeisterei Dresselndorf zum Amt Burbach. Im Jahre 1862 wurden bei einer Feuersbrunst in Niederdresselndorf 18 Häuser vernichtet. 1877 erhielt der Hickengrund in Niederdresselndorf eine Bahnstation. Am 17. Juli 1881, 14 Tage nach der Brandkatastrophe von Lützeln, bei dem fast das gesamte Dorf vernichtet worden war, gründeten 30 Niederdresselndorfer die Freiwillige Feuerwehr Niederdresselndorf.
1945 fanden kleinere Luftangriffe auf den Flugplatz „Lipper Höhe“, einen Munitionszug in der „Hoor“ und Truppenansammlungen in der „Struth“ statt, wobei zehn Häuser im Hickengrund zerstört wurden.
1956 wurde die „Hickengrundhalle“ eingeweiht. Am 1. Januar 1969 wurde Niederdresselndorf ein Teil der neuen Großgemeinde Burbach.
Am 12. August 2008 beschädigte ein Tornado 22 Häuser.

### Einwohnerzahlen
Einwohnerzahlen des Ortes:
| Jahr | Einwohner |
| ---- | --------- |
| 1818 | 386       |
| 1885 | 572       |
| 1895 | 629       |
| 1905 | 634       |

| Jahr | Einwohner |
| ---- | --------- |
| 1910 | 711       |
| 1925 | 880       |
| 1933 | 872       |
| 1939 | 883       |

| Jahr | Einwohner |
| ---- | --------- |
| 1950 | 1157      |
| 1961 | 1224      |
| 1967 | 1486      |
| 1994 | 1723      |

### Ehemalige Bürgermeister
- 1948 bis 1964: Hermann Nicolai (1898–1981)[11]

### Ehemalige Ortsvorsteher
- Helmut Weber († 13. September 1991)[12]

## Infrastruktur und Verkehr
Niederdresselndorf liegt an der Landesstraße L 730, die Oberdresselndorf mit Holzhausen verbindet. Über diese Straße ist auch die Bundesstraße 54 und dort die Auffahrt „Haiger-Burbach“ der Bundesautobahn 45 zu erreichen. Im Ort zweigt die Landesstraße L 911 nach Lützeln ab.
In Niederdresselndorf liegt ein Haltepunkt an der Bahnstrecke Betzdorf–Haiger.
| Linie | Verlauf | Takt    |
| ----- | --- | ------- |
| RB 96 | Hellertal-Bahn: Betzdorf (Sieg) – Grünebacherhütte – Grünebach Ort – Sassenroth – Königstollen – Herdorf – Struthütten – Altenseelbach – Neunkirchen (Kr Siegen) – Wahlbach (Kr Siegen) – Burbach (Kr Siegen) – Würgendorf (Ort) – Würgendorf – Holzhausen (Kr Siegen) – Niederdresselndorf – Allendorf (Dillkr) – Haiger Obertor – Haiger – Sechshelden – Dillenburg Stand: Fahrplanwechsel Dezember 2021 | 120 min |

Industrie gibt es nur wenig im Ort, beispielsweise im Zweig der Metallverarbeitung.

## Sehenswürdigkeiten
Sehenswert ist die über 250 Jahre alte evangelische Kirche im Ortskern von Niederdresselndorf, die Hauptkirche für den gesamten Hickengrund, mit der Orgel von Johann Wilhelm Schmerbach dem Jüngeren  von 1857.

## Persönlichkeiten
- Christian Gottfried Jüngst (1795–1869), Pastor und Superintendent in Lingen
- Ludwig Volrath Jüngst (1804–1880), Schriftsteller und Lehrer[14]
- Eduard Brasse (1825–1886), Politiker (NLP) und Bürgermeister der Stadt Siegen von 1862 bis 1876
- Karl-Wilhelm Dahm (* 1931), evangelischer Theologe und Sozialwissenschaftler, Universitätsprofessor in Münster, bis 2000 Direktor des Instituts für Christliche Gesellschaftswissenschaften, Mitglied der EKD-Synode[15]
- Bernhard Dahm (1932–2023), Historiker, bis 1997 Universitätsprofessor in Passau, Lehrstuhl für Südostasien-Wissenschaften
- Ulrich Eibach (* 1942), ehem. Professor für Systematische Theologie und Ethik an der Evangelisch-Theologischen Fakultät der Universität Bonn und bis Ende 2007 Klinikpfarrer sowie Beauftragter der Evangelischen Kirche im Rheinland für Fortbildung und Fragen der Ethik in Biologie und Medizin